# Hvizdec
Hvizdec (ukrajinsky Гвізде́ць, polsky Gwoździec, v jidiš גוואזדזיעץ, rusky Гвоздец) je městys (ukrajinsky selyšče) v Kolomyjském rajónu v Ivanofrankivské oblasti v Haliči na západní Ukrajině. Leží na břehu řeky Čerňavy 19 km severovýchodně od města Kolomyje, 56 km jihovýchodně od Ivano-Frankivska a 690 km jihozápadně od Kyjeva.
Je sídlem správy zdejší obce neboli hromady, což je základní jednotka administrativního dělení Ukrajiny. K 1. lednu 2021 zde žilo 1858 obyvatel.

## Historie
První písemná zmínka o Hvizdci pochází z roku 1373. Sídlo bylo od počátku součástí Polského království, posléze tehdejší Polsko-litevské unie, a to v Ruském vojvodství v Malopolsku. V letech 1774–1918 se po prvním dělení Polska stalo pod svým polským jménem Gwoździec součástí rakouské Západní Haliče.
Ve dnech 16.–19. srpna 1531 se v Hvizdci a jeho blízkém okolí odehrála v rámci polsko-moldavských válek bitva mezi vojskem moldavského vojevody Petru Rareșe a vojskem Polského království.
Po skončení 1. světové války připadl Hvizdec Polsku v rámci okresu Kolomyja ve Stanislavovském vojvodství. V letech 1938–1941 spadal pod sovětskou správu, poté jej do roku 1944 okupovalo nacistické Německo. Po jeho porážce se stal součástí Ukrajinské sovětské socialistické republiky, od roku 1991 dnešní Ukrajiiny.

## Synagoga

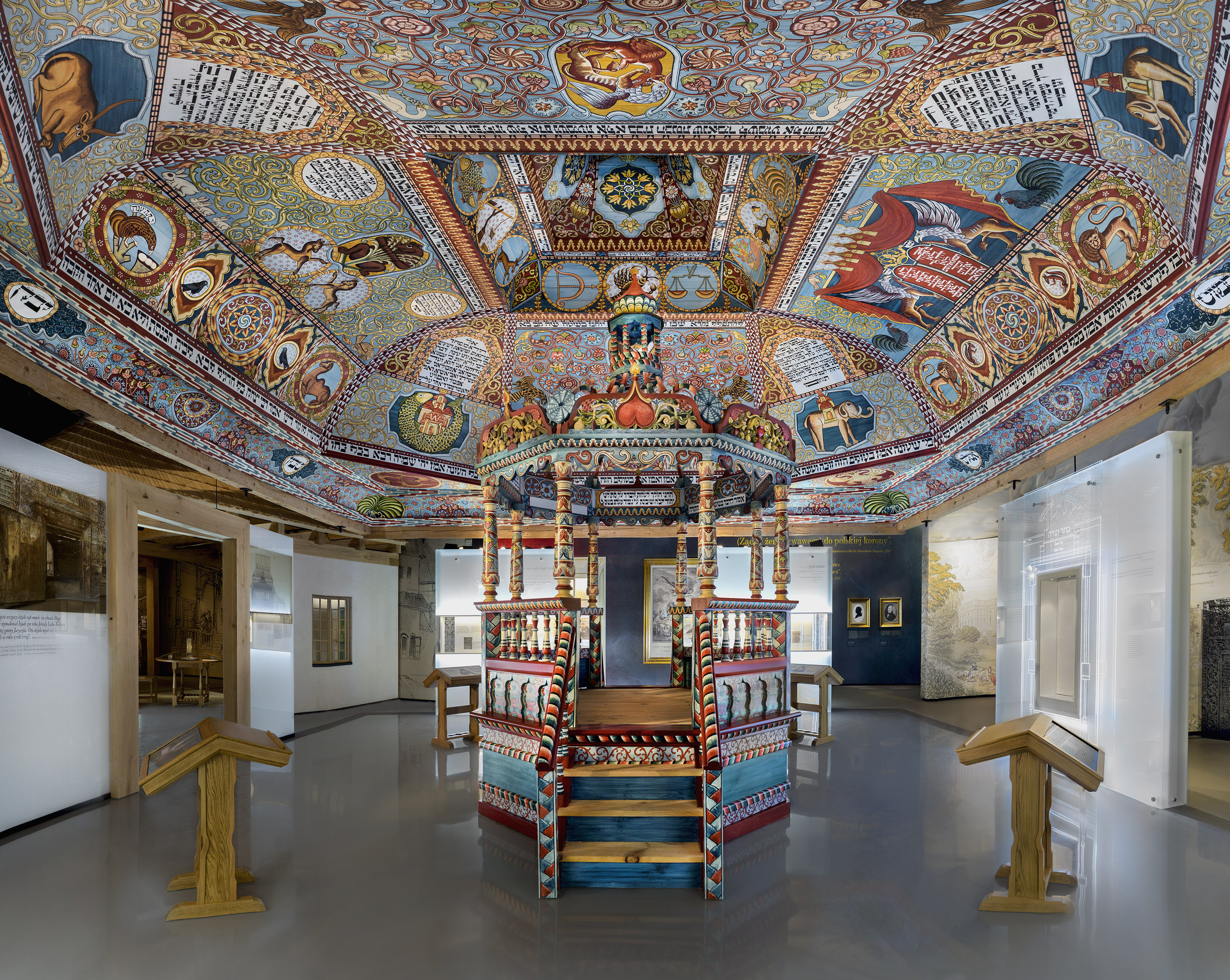
Rekonstrukce polychromované dřevěné klenby a bimy hvizdecké synagogy, kterou v roce 1941 zničili nacisté, ve varšavském Muzeu dějin polských Židů.

Zdejší početná židovská komunita si někdy kolem roku 1640 zbudovala dřevěnou synagogu, jež později obdržela nádherně polychromovanou osmibokou klenbu. V roce 1941 byla hvizdecká synagoga vypálena německými okupanty.
Tato téměř zapomenutá památka židovské kultury byla připomenuta v roce 2014 díky rekonstrukci její dřevěné klenby a bimy ve varšavském Muzeu dějin polských Židů.

## Významní rodáci
- Aleksander Dzieduszycki
- Jerzy Kawalerowicz
- Julian Puzyna